# Dikningsbehov
Dikningsbehov är den dikning som behöver utföras (sett ur produktionssynpunkt) för att marken ska kunna producera optimalt.

## Åkermark
På åkermark finns det i Sverige ett stort uppdämt täckdikningsbehov. Under 1990-talet fanns det ca 2,8 miljoner hektar (ha) åker i Sverige. Enligt en bedömning från Sveriges lantbruksuniversitet, var ca 1,2 miljoner ha åker (40 %) systemtäckdikad i mitten av 1990-talet. Av dessa tros ca 600 000 ha vara i behov av kompletteringstäckdikning.
Även underhållet av öppna diken anses eftersatt. Dessa behöver underhållsrensas ungefär vart 5:e år, för att bibehålla sin flödeskapacitet.

## Skogsmark
Även i skogsmark finns ett betydande dikningsbehov för att undvika stormskador, syrgasbrist och möjliggöra ett rationellt skogsbruk. Här är framför allt skyddsdikning och allmän underhållsrensning viktig, om man vill använda skogen för effektiv ved- och virkesproduktion.
Våtmarker har stor betydelse för att reglera vattenståndet i åar och älvar. Odikade kärr har stor buffertkapacitet, då de binder vattnet vid snösmältning och kraftiga regn. Dikning antas därför på många håll vara en bidragande orsak till översvämningar.